# Arbeitskleidung
Arbeitskleidung, auch Berufskleidung oder Dienstkleidung, österreichisch auch Montur, ist Kleidung, die während der Arbeitszeit getragen wird.

## Rechtsfragen
Arbeitsrechtlich sind die Untergruppen Berufskleidung, Dienstkleidung und Schutzkleidung zu unterscheiden:
- Berufskleidung hat sich für bestimmte Berufe als zweckmäßig erwiesen und ist für sie üblich geworden (z. B. Kellner, Köche oder Zimmerleute). Um Berufskleidung handelt es sich, wenn deren Beschaffung grundsätzlich dem Arbeitnehmer obliegt, sie zwar nach den Anforderungen der geschuldeten Arbeit in der Auswahl begrenzt sein kann, aber vom Arbeitnehmer nach dem persönlichen Geschmack bestimmt wird.[1]
- Dienstkleidung sind solche Kleidungsstücke, die auf Anordnung des Arbeitgebers zur besonderen Kenntlichmachung im dienstlichen Interesse während der Arbeitszeit zu tragen sind. Dieser Zweck kann durch eine Vorgabe hinsichtlich der Farbe und des Materials der während der Arbeit zu tragenden Kleidung erreicht werden.[1]
- Schutzkleidung ist eine Arbeitskleidung, die aus Gründen des Arbeitsschutzes während der Arbeitszeit vom Arbeitnehmer zu tragen ist.

Der Arbeitnehmer muss es bei Arbeitskleidung hinnehmen, dass ihm durch die einschränkenden Vorgaben des Arbeitgebers im Rahmen einer die Kleidung betreffenden Arbeitsanweisung weitgehend die Möglichkeit genommen wird, seiner Kleidung zur Abgrenzung anderen gegenüber eine eigene persönliche Note zu geben. Im deutschen Arbeitsrecht zählt das „vom Arbeitgeber angeordnete Umkleiden im Betrieb“, um eine Dienst- oder Schutzkleidung anzulegen in der Regel zur Arbeitszeit, die vergütet werden muss.
Untersagt der Arbeitgeber das Tragen individueller Zeichen zur Arbeitskleidung z. B. im Sinne des Verbots des Tragens von sichtbaren Zeichen von „politischen, philosophischen oder religiösen Überzeugungen“ (z. B. eine Halskette mit Kreuz, Kopftuch etc.), so muss diese Regelung alle Personen gleichermaßen diskriminierungsfrei treffen (siehe auch EuGH-Entscheidung C-157/15 und C-188/15).

## Berufskleidung

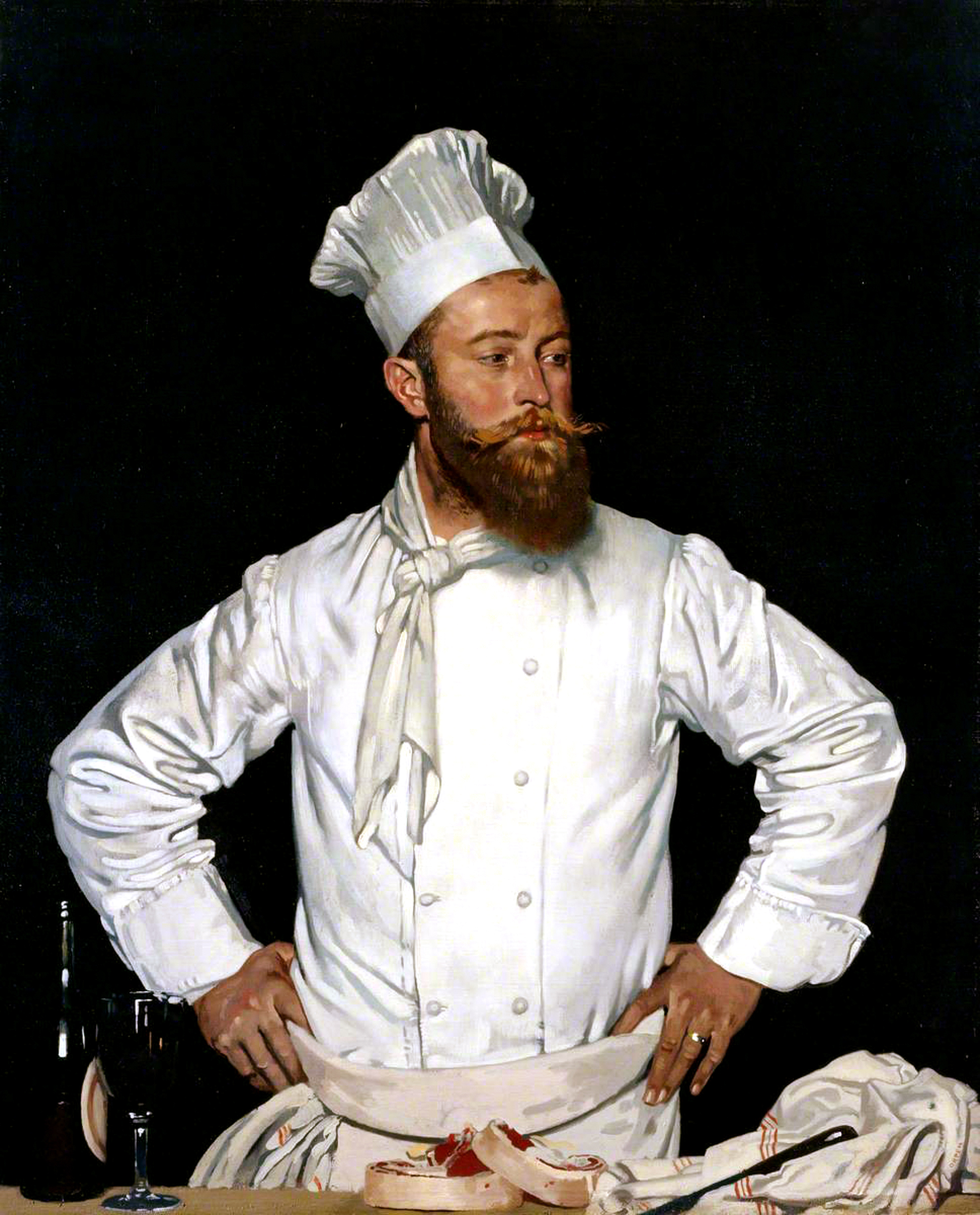
Kochkleidung

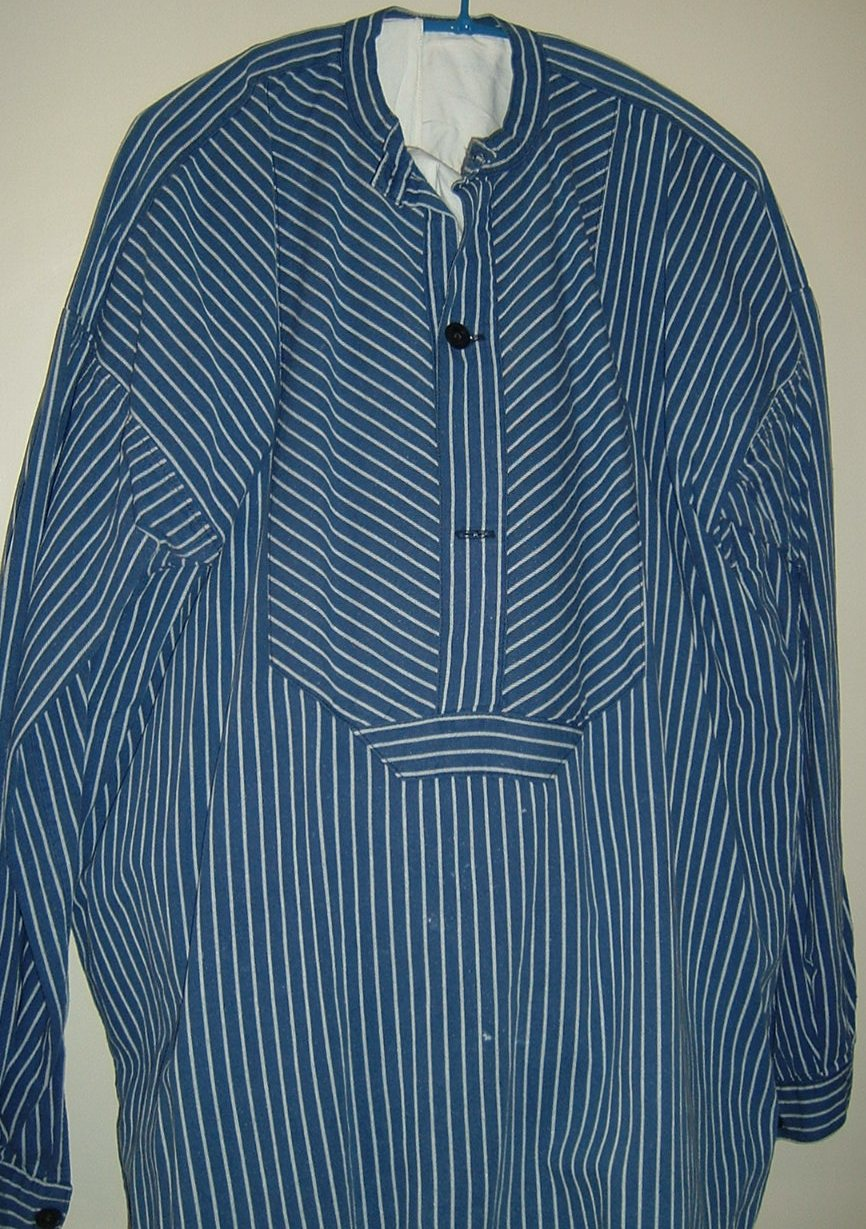
Fischerhemd

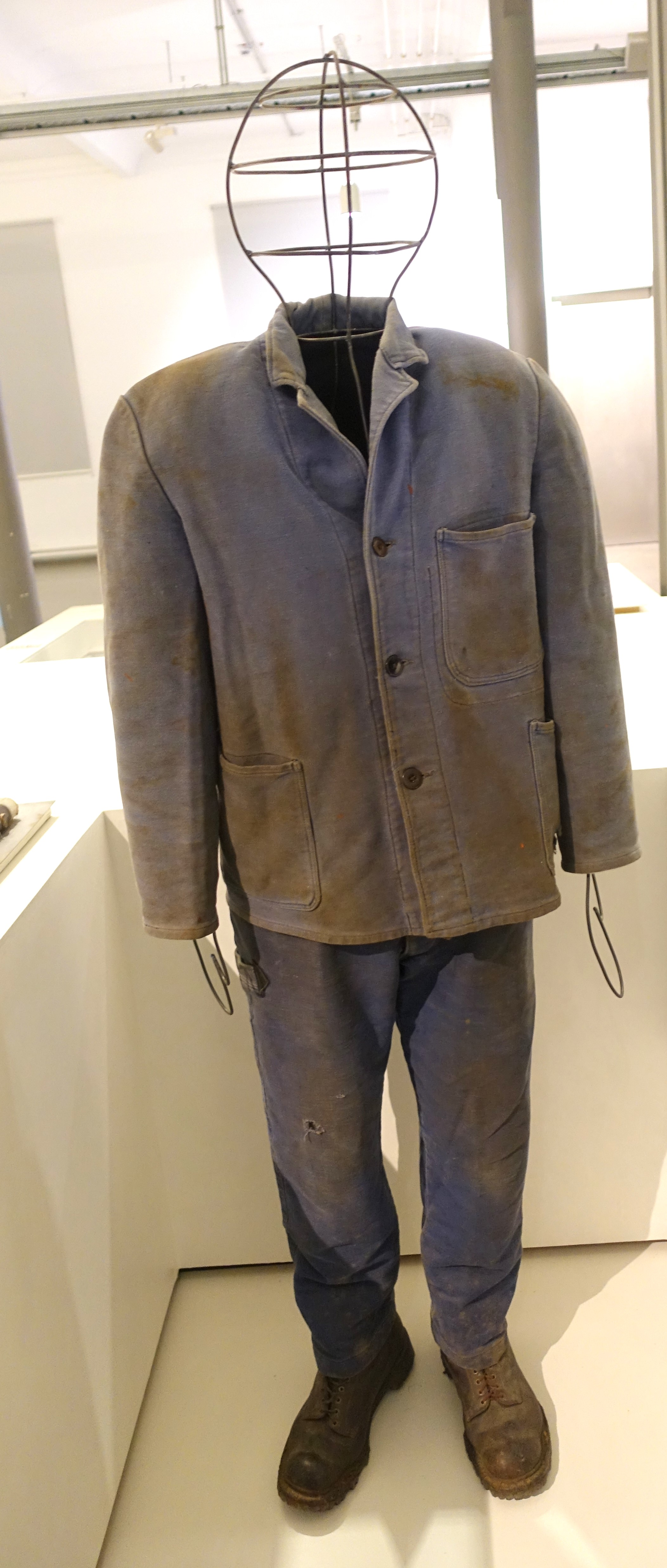
Blaumann - zweiteiliger Arbeitsanzug um 1950 von einem Werftarbeiter

Die Beschaffung der Berufskleidung obliegt grundsätzlich dem Arbeitnehmer, gesetzlich angeordnete Schutzkleidung muss der Arbeitgeber stellen oder die Kosten für die Anschaffung übernehmen. Wenn der Arbeitgeber eine uniformierte Kleidung in bestimmter Farbe, Material und Aussehen anordnet, spricht man von Dienstkleidung. Üblicherweise wird sie unentgeltlich vom Arbeitgeber zur Verfügung gestellt.

### Geschichte der Berufsbekleidung
Berufsbekleidung, deren Funktion über einen reinen Schutz vor Gefahren hinausging, entwickelte sich bereits im Mittelalter. Schon damals trugen Handwerker Kleidungsstücke, die sie als zugehörig zu ihrem Berufsstand kennzeichneten. Im Laufe der Jahre entwickelten sich diese Kleidungsstücke weiter, um neuen Produktions- und Arbeitsbedingungen gerecht zu werden. Viele Berufsgruppen im Handwerk haben auch heute noch eine traditionelle Zunftkleidung, die entweder ständig bei Ausübung des Berufes getragen wird oder aber in bestimmten Phasen, etwa dem Abschluss der Ausbildung, angelegt wird.
Die Berufsbekleidung von Krankenschwestern und -pflegern entstammt dem Ordensornat. Die Krankenpflege oblag zumeist Ordensschwestern, diese kleideten sich in einfache Gewänder und trugen Hauben auf dem Kopf. Das klassische Krankenschwestern-Häubchen ist heute aus der Berufsbekleidung in der Pflege verschwunden, die traditionelle und pflegeleichte weiße Farbe für Kittel und Hosen wurde aber erst mit dem Aufkommen widerstandsfähiger Materialien durch buntere Farbtöne abgelöst.
Grundsätzlich herrscht heute bei der Berufsbekleidung eine größere Freiheit als in früherer Zeit. Bestimmte Gepflogenheiten haben allerdings auch heute noch ihre Berechtigung, etwa die unterschiedlichen Farben, die von verschiedenen Handwerksberufen verwendet werden (siehe unten) und es ermöglichen, auf einer Baustelle schon von weitem zu erkennen, zu welchem Gewerk ein Arbeiter gehört.

### Berufsbezogene Kleidung anderer Berufe und Tätigkeiten
In bestimmten Bereichen des öffentlichen Dienstes, z. B. bei Feuerwehr (siehe: Kategorie:Feuerwehrschutzkleidung) und Polizei, beim Militär, im Kirchendienst, vor Gericht sowie bei besonderen ehrenamtlichen Tätigkeiten in der Politik ist eine bestimmte Kleidung vorgeschrieben, siehe
- Amtskleidung
  - Amtstracht
  - Dienstkleidung
  - Uniform
- Ornat.

Eine Sonderrolle nimmt die Geschäfts- und Bürokleidung ein, die keinerlei funktionale Notwendigkeit hat, sich aber in bestimmten Feldern des Berufslebens als Standard etabliert hat.

### Teile der Berufsbekleidung
Kopfbedeckungen
- Kochmütze
- Kopfhaube (insbesondere in Operationssälen, Reinräumen, Großküchen)
- Sporthelm, Forsthelm, Footballhelm
- Anstoßkappe
- Bergmütze bei der Deutschen Bundespost (bis 1994), Deutschen Bundesbahn, Technisches Hilfswerk, Deutschem Rotes Kreuz, Malteser Hilfsdienst, Autobahnmeistereien, ADAC
- Schiffchen bei Flugbegleitern, Jugendorganisationen wie den Pfadfindern, Köchen
- Schiffermütze

Oberbekleidung
- Caban
- Cargohose
- Fischerhemd
- Kasack (Ärzte, Gesundheits- und Krankenpfleger)
- Kittel (z. B. Lebensmittelproduktion, medizinische Bereiche)
- Kochjacke
- Latzhose
- Overall (sogenannter Blaumann von Handwerkern)
- Schlaghose
- Schnittschutzhose

Hand- und Fußbekleidung
- Schutzhandschuhe
- Ärmelschoner
- Gummistiefel
- Sicherheitsschuhe (mit Stahlkappe)
- Watstiefel

### Träger

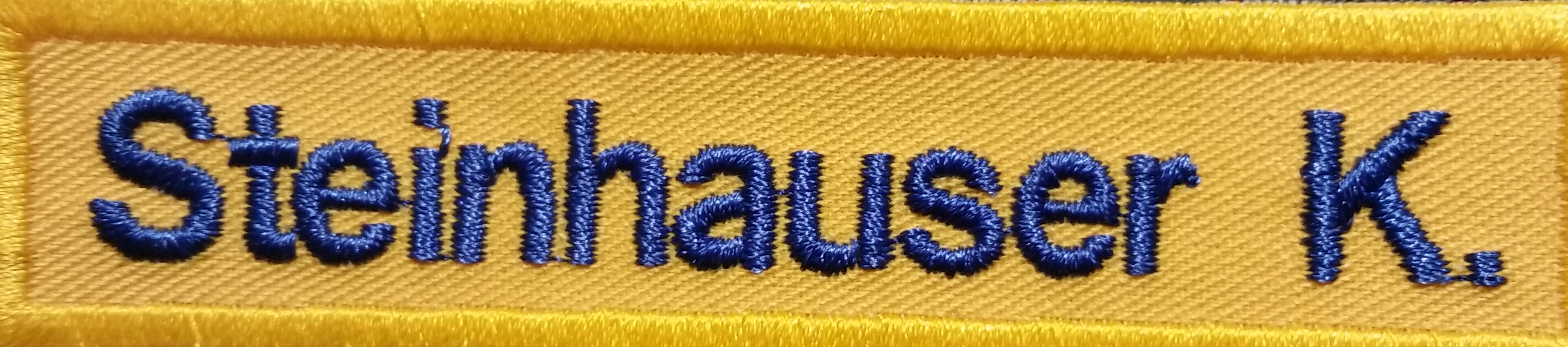
Namensschild angebracht an Arbeitskleidung

#### ImVerkehrswesen
- Raumfahrt: Raumanzug
- Schifffahrtpersonal: Matrosenanzug, Marineuniform, Ölzeug, Schiffermütze, Segelhandschuh, Rettungsweste
- Bahnpersonal: Eisenbahneruniform, z. B.: Schweizerische Bahnuniformen
- Luftfahrtpersonal: Fliegeranzug Fliegerhaube, (Piloten-)Fliegerjacke, Bomberjacke, Fliegerpelz, Anti-g-Anzug, Flugbegleiteruniform
- Straßenverkehr: Warnweste

#### ImHandwerk
- Zimmerleute / Tischler (braun): Zimmermannskluft
- Maurer / Maler und Lackierer / Stuckateur (weiß)
- Schornsteinfeger (schwarz)
- Elektriker (grau/schwarz)
- Sanitärtechniker (blau)
- Trockenbauer (grau)
- Garten- und Landschaftsbauer (grün)
- Bäcker/Konditor
- Fleischer
- Fischer
- Köche (mit Zweireiher, Kochmütze und Handtuch im Bund)

#### Bei medizinischem Personal
- Ärzte, Physiotherapeuten: Kittel

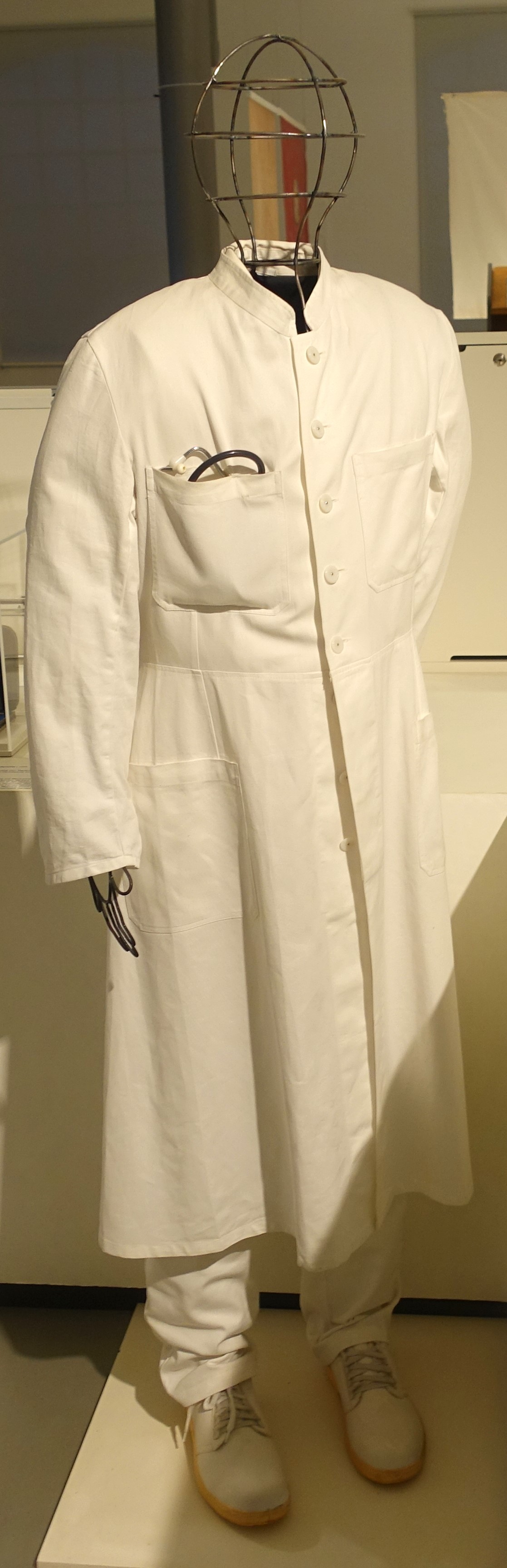
Ärztekittel (Eppendorfer Kittel) von 2011, Chefärzte mit Silberknöpfen

- Chirurgen, Personal auf Intensivstationen und Funktionsbereichen, Krankenpflegepersonal: Kasack
- Rettungsfachpersonal
- Apotheker
- Laborant: Laborkittel

Mittlerweile trägt Personal in Arztpraxen statt Kitteln oder Kasacks häufig Polo- oder T-Shirts. Potentiell mit Mikroorganismen kontaminierte Arbeitskleidung muss desinfizierend aufbereitet werden, z. B. bei mindestens 60° C-Wäsche mit VAH-gelistetem Desinfektionswaschmittel.

#### ImDienstleistungsgewerbe
- Bestatter
- Wachleute
- Verkaufspersonal (teilweise)
- Systemgastronomie
- Postangestellte im Außendienst und im Schalterdienst
- Paketdienstpersonal (überwiegend)
- Hotelpersonal
- Dienstboten

#### ImSport
- Sportler als Angehörige von Mannschaften bei Wettkämpfen: Trikot (Sport)
- Schiedsrichter
- Paddeljacke, Seglerbekleidung

## Schutzkleidung
Schutzkleidung ist für Berufe vorgeschrieben, die während der Ausübung ihrer Tätigkeit besonderen Gefahren ausgesetzt sind. Zur Schutzkleidung gehören etwa Schutzhelme, Sicherheitshandschuhe oder Atemschutzmasken.

## Markt
Im Jahr 2007 wurde in Deutschland rund 750 Millionen Euro mit Berufskleidung umgesetzt. In Österreich betrugen die die Herstellerumsätze für Arbeitskleidung 2012 rund 121 Millionen Euro.

## Workwear-Mode
Seit den 1980er Jahren und noch stärker in den 1990er Jahren etablierte sich eine regelrechte Workwear-Mode. Berufsbekleidungsstücke wurden zu modischen Requisiten. Besonders verbreitet war diese Tendenz unter Hip-Hoppern und Skatern. Punktuell gab es diese Tendenz allerdings schon viel früher, so ist die klassische Jeans ein Kleidungsstück, das ursprünglich der Arbeitskleidung entstammt. Skinheads begannen schon seit den 1960er Jahren Arbeitskleidung in der Freizeit zu tragen (besonders Arbeitsschuhe). Teilweise werden diese Kleidungsstücke heute sogar nur noch als Modekleidung für den Alltag hergestellt und gar nicht mehr als Arbeitskleidung verwendet (z. B. wegen neuerer Sicherheitsvorschriften).